# Donnelly (Minnesota)
Donnelly ist eine Kleinstadt (mit dem Status „City“) im Stevens County im US-amerikanischen Bundesstaat Minnesota. Das U.S. Census Bureau hat bei der Volkszählung 2020 eine Einwohnerzahl von 221 ermittelt.

## Geografie
Donnelly liegt im Westen Minnesotas unweit der Grenzen zu North Dakota und South Dakota. Die geografischen Koordinaten von Donnelly sind 45°41′26″ nördlicher Breite und 96°00′45″ westlicher Länge. Das Stadtgebiet erstreckt sich über eine Fläche von 7,98 km², die sich auf 7,15 km² Land- und 0,83 km² Wasserfläche verteilen.
Benachbarte Orte von Donnelly sind Morris (13,3 km südöstlich), Alberta (15,3 km südlich), Chokio (25,3 km südwestlich) und Herman (17 km nordwestlich).
Die nächstgelegenen größeren Städte sind Fargo in North Dakota (153 km nordnordwestlich), Duluth am Oberen See (394 km nordöstlich), Minneapolis (255 km ostsüdöstlich), Minnesotas Hauptstadt Saint Paul (274 km in der gleichen Richtung) und Sioux Falls in South Dakota (298 km südsüdwestlich).

## Verkehr
Die Minnesota State Route 9 verläuft in Nordwest-Südost-Richtung als Hauptstraße durch Donnelly. Alle weiteren Straßen sind untergeordnete Landstraßen, teils unbefestigte Fahrwege sowie innerörtliche Verbindungsstraßen.
Parallel zur MN 9 verläuft eine Eisenbahnstrecke der BNSF Railway.
Der nächste größere Flughafen ist der Minneapolis-Saint Paul International Airport (273 km ostsüdöstlich).

## Demografische Daten
Nach der Volkszählung im Jahr 2010 lebten in Donnelly 241 Menschen in 113 Haushalten. Die Bevölkerungsdichte betrug 33,7 Einwohner pro Quadratkilometer. In den 113 Haushalten lebten statistisch je 2,13 Personen.
Ethnisch bestand die Bevölkerung nur aus Weißen.
17,8 Prozent der Bevölkerung waren unter 18 Jahre alt, 52,3 Prozent waren zwischen 18 und 64 und 29,9 Prozent waren 65 Jahre oder älter. 50,6 Prozent der Bevölkerung war weiblich.

Das mittlere jährliche Einkommen eines Haushalts lag bei 36.250 USD. Das Pro-Kopf-Einkommen betrug 24.517 USD. 15,1 Prozent der Einwohner lebten unterhalb der Armutsgrenze.

## Söhne und Töchter
- Sylvester William Treinen (1917–1996), Bischof von Boise City